# Peintre Officiel de la Marine

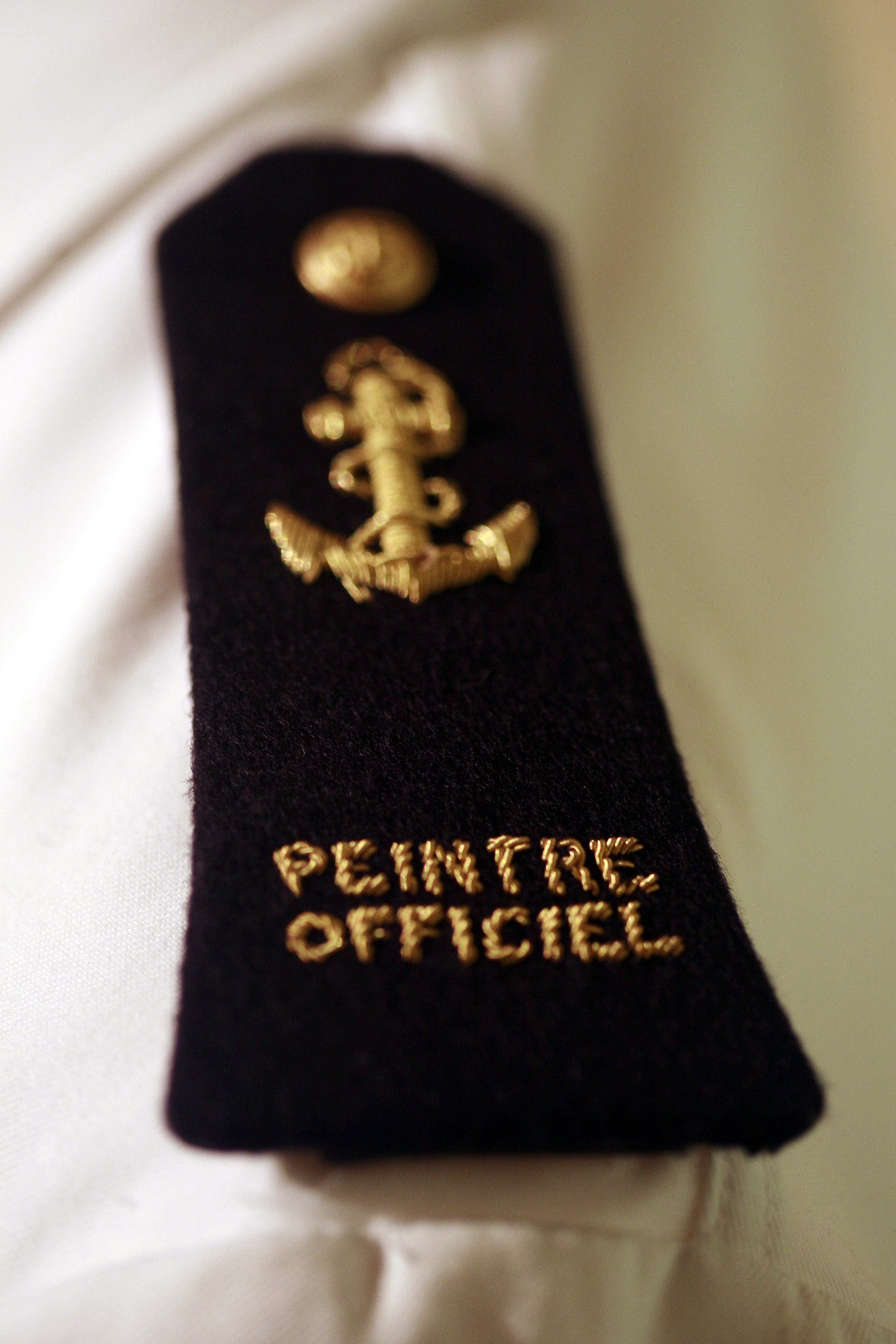
Schulterklappen Peintre Officiel de la Marine

Peintre Officiel de la Marine (POM) ist die Bezeichnung eines offiziellen Marinemalers der Französischen Marine im Range eines Marineoffiziers. Seit der Julirevolution 1830 existiert diese älteste Künstlervereinigung der Grande Nation. Als erste Künstler wurden Louis-Philippe Crépin und Jean Antoine Théodore Gudin zu Offizieren befördert. Die Mitgliederzahl der POMs ist auf höchstens 40 Personen beschränkt. Ein offizieller Marinemaler erhält kein Honorar, allerdings hat der französische Staat per Dekret das Gesamtwerk eines POM zum nationalen Kulturerbe erklärt.

## Allgemeines
Die Gliederung innerhalb der POMs ist streng hierarchisch:
- agréés (Zugelassene) im Rang eines Kapitänleutnants
- titulaires (lebenslange Amtsinhaber) im Rang eines Korvettenkapitäns

Wer 12 Jahre zugelassen war, wird automatisch (solange man nicht straffällig wird oder zu eifrig Unterschriften für Friedensbewegungen leistet) ein Nachrücker bei den lebenslangen Amtsinhabern. Sollte man vorher das 60. Lebensjahr erreichen, kann dieses Verfahren abgekürzt werden.
In der heutigen Zeit werden neue offizielle Marinemaler durch eine Jury ausgewählt, sobald ein bisheriges Mitglied verstorben ist. Alle zwei Jahre findet eine Ausstellung Salon de la Marine statt, zu der jeder Franzose ein Werk mit dem Bezug zum Meer einreichen kann. Die Jury besteht je zu einem Drittel aus POMs, hohen Offizieren der Marine und Personen des öffentlichen Kulturlebens Frankreichs. Inzwischen akzeptiert man neben Gemälden auch Zeichnungen, Grafiken und Fotos. Kunstwerke, die das Format 130 mal 97 cm überschreiten werden nicht angenommen, ebenso Arbeiten von Video- und Performancekünstlern. Die Jury lehnt gemäß ihren ungeschriebenen eigenen Regeln abstrakte Bilder ab und erwartet auf den eingereichten Arbeiten Themen und Motive, die ohne große Mühe einen Bezug zum Meer erkennen lassen. Die Jury lädt gemäß diesen Vorgaben zur Vernissage ein und stellt ca. 100 bis 120 Künstler aus. Der letzte, der 40. Salon de la Marine fand vom 7. Dezember 2007 bis zum 21. Januar 2008 in Paris statt. Diese Ausstellung ist die einzige Kunstausstellung Frankreichs, die der Staat ausrichtet. Am Ende des Salons vergibt die Jury Medaillen und kürt einen neuen POM, falls ein Platz zu vergeben ist. 1995 kürte die Jury zum ersten Mal eine Frau, Christiane Rosset, zum Peintre Officiel de la Marine.
Die POMs tragen maßgeschneiderte Marineuniformen, die sie selbst bezahlen müssen (blau für die nördliche Erdhalbkugel, weiß für die südliche Hemisphäre). Die Uniform wird ohne Ärmelstreifen, nur mit Schulterstücken getragen. Auf der rechten Brust prangt ein selbst gestalteter silberner Anker als Erkennungszeichen für die offiziellen Marinemaler. Im Krankheitsfall können sich die POMs wie alle Marineoffiziere kostenlos im Pariser Militärhospital Val-de-Grâce behandeln lassen.
Damit die Peintres Officiels de la Marine auch den richtigen Eindruck vom Dienst in der Marine haben, verschickt die Marineleitung zweimal jährlich einen Katalog mit gut 60 Schiffsbewegungen an die offiziellen Marinemaler. Sie können sich dann eine Seereise weltweit aussuchen, um hautnah das Bordleben zu verfolgen und in Bilder umzusetzen.
Seit 2003 gibt es in der französischen Marine einen Ableger der POMs, die 20 offiziellen Marineschriftsteller Écrivains de Marine.

## Mitglieder derPeintres Officiels de la Marine(geordnet nach dem Zeitpunkt der Ernennung)

### 19. Jahrhundert
- 1830: Louis-Philippe Crépin, Jean Antoine Théodore Gudin,
- 1849: Eugène Lepoittevin,
- 1854: Antoine Léon Morel-Fatio,
- 1867: Pierre Émile de Crisenoy,
- 1875: Charles Longueville,
- 1876: François Geoffroy Roux,
- 1880: François-Pierre Barry,
- 1882: Ludovic-Napoléon Lepic, Paul Charles Gaillard-Lepinay,
- 1883: Michel Willenich, Charlay Pompon,
- 1885: Gaston Roullet, Marie-Édouard Adam,
- 1886: Théodore Weber,
- 1887: Gustave Bourgain,
- 1888: Marie Nicolas Saulnier de La Pinelais,
- 1889: Eugène Dauphin,
- 1890: Léon Couturier, Gustave Le Sénéchal de Kerdreoret, Auguste Marcottes de Quivières, Octave de Champeaux-La Boulaye, Eugène d'Argence,
- 1891: Émile Maillart, Louis-Jules Dumoulin, Eugène Chigot, Paul Jobert, Paul Bertrand,
- 1892: Raymond Moisson,
- 1893: Théodore Poilpot,
- 1895: Paul Marsac, Paul Liot,
- 1896: Camille Bellenger, Léon-Gustave Ravanne,
- 1898: Gustave Vient, Arvid Johanson,
- 1899: François Cachoud, Émile Noirot, Marius Perret

### 20. Jahrhundert
- 1900: Gilbert Galland, Fernand Legout-Gérard, Paul Merwart, Roch de Villars,
- 1901: Marius Roy, Félix Ziem,
- 1902: Paul-Henri Simons,
- 1903: Frédéric Regamey,
- 1904: Gustave-Henri Aubain, Paul Place-Canton, Auguste Berthon,
- 1905: Gustave Fraipont, Louis Edouard Brindeau de Jarny, Maxime Noire, Fernand Olivier, Fernand Guey,
- 1906: Pierre Léon Gatier, Albert Sébille,
- 1908: Émile Berthélémy, Ernest Chevalier, André Delaistre, Charles Fouqueray,
- 1909: Robert Dumont-Duparc,
- 1910: Alphonse Chanteau, G. Chanteau, François-Henri Gauthier, Léon-Pierre Félix, Henri Farre, Eugène François Deshayes,
- 1911: Lucien Laurent-Gsell, Arnould Louis Moreaux,
- 1912: Louis-Étienne Dauphin, Fernand Salkin,
- 1914: André Nivard, Clovis Cazes,
- 1915: Paul Signac,
- 1916: Maxime Maufra, Lucien Jonas, Robert Desouches,
- 1917: Georges Taboureau, dit Sandy Hook,
- 1918: Antonin Roux-Renard, Léon Haffner, Jean Lancelin, Henri Lebasque,
- 1919: Auguste Matisse,
- 1920: Marius Roux-Renard,
- 1921: Charles Millot alias H. Gervèse, Guy Arnoux, Pierre Bodard, Louis Bonamici, Eugène-Louis Gillot, Paul Morchain, René Pinard, Henri-Eugène Callot, Paul-Émile Lecomte, Mathurin Méheut, Frédéric Montenard,
- 1922: André Dauchez, Bernard Lachèvre, Fernand Lantoine, Charles Martin-Sauvaigo, Jean-Louis Paguenaud,
- 1923: François Llano Flores, Georges Roussel, Raoul Du Gardier,
- 1924: Edmond Barbaroux, Jean-René Carrière, Paul Levéré, Maurice Moisset, René Quillivic, Georges Rollin de Vertury, Jean-Jacques Roque, André Theunissen, Pierre Leconte,
- 1925: Luca Madrassi, Vitalis Morin, Gustavo Cochet, Gabriel Drageon,
- 1926: Gustave Alaux, Jean-Baptiste Roubaux,
- 1927: Josué Gaboriaux,
- 1928: Auguste Silice, Adolphe Gaussen, M. Gaussen,
- 1929: Maurice Guyot, dit Guy Loe,
- 1930: François Alaux,
- 1931: Lucien-Victor Delpy,
- 1933: Jean-Gabriel Daragnes, Bernard Roy, Pierre Roy, Lucien Simon, Michel Vilalta,
- 1934: Étienne Blandin,
- 1935: Marin-Marie,
- 1936: Albert Brenet, François Pascal, Maurice Menardeau, Paulin Bertrand, Léonce Dalloz, Pierre Bompard, Roger Chapelet, René-Yves Creston, Jim Sevellec, André Verdihlan, Jacques Lacombe,
- 1938: Jean Maxence,
- 1940: Auguste Goichon,
- 1942: Étienne Berthier de Sauvigny, Jean Bouchaud, Henri Cahours, Horace Cristol, Georges Guiraud, Marcel Laurent, Pierre Péron,
- 1943: Lucien Martial, Paul Perraudin,
- 1944: Luc-Marie Bayle, Fernand Herbo, Pierre Noël,
- 1945: Edmond Ceria, Jean Helleu, André Lemoine, Albert Marquet, Léopold Pascal,
- 1947: Hervé Baille, Valdo Barbey, Ferdinand Decaix, André Bizette-Lindet, Georges Fouille, Henry de Waroquier,
- 1948: Philippe Dauchez, Charles Lapicque,
- 1952: Charles Cerny, François Desnoyers, Jean Even, André Hambourg,
- 1955: Roger Bezombes,
- 1956: Jean Delpech, Jean Rigaud,
- 1957: Louis Chervin,
- 1959: Jacques Boullaire, Léon Gambier,
- 1960: Max Henri Douguet,
- 1962: Pierre Brette[1], Albert Decaris
- 1963: Gustave Hervigo,
- 1973: François Baboulet, Marcel Depré, Michel King, Jacques Bouyssou, Henri Plisson, Gaston Sébire, Robert Yan,
- 1975: Jean-Pierre Alaux, François Bellec, Jean Dieuzaide, Jacques Courboules,
- 1977: Michel Hertz, Jean-Jacques Morvan,
- 1979: Jean Le Merdy, Jean Peltier, Roger Montane,
- 1981: Arnaud d'Hauterives, Marc Monkowicki, Claude Schurr,
- 1983: André Bourrié, Jean-Marie Chourgnoz, Serge Marko,
- 1987: Michel Bernard, Michel Bez[2], Robert Savary,
- 1989: Jean Cluseau Lanauve, Jean-Gabriel Montador, Michel Tesmoingt, Jean-Paul Tourbatez,
- 1991: Marc-Pierre Berthier, Michel Jouenne, Philip Plisson, Stéphane Ruais,
- 1993: Paul Ambille, Pierre Courtois, François Perhirin,
- 1995: Jacques Coquillay, Christiane Rosset,
- 1997: Claude Fauchère, Christoff Debusschere, Jean-Pierre Le Bras, Alain Bailhache,
- 1999: Roland Lefranc

### 21. Jahrhundert
- 2001: Patrick Camus, John Pendray, Ronan Olier,
- 2003: Michèle Battut, Michel Bellion, Titouan Lamazou, Christian Le Corre, Richard Texier, Jean-Marie Zacchi,
- 2005: Yann Arthus-Bertrand, Éric Bari, Jean Lemonnier, Anne Smith, Dirk Verdoorn,
- 2008: Jean Gaumy, Nicolas Vial[3]
- 2010: Marie Détrée-Hourrière, Guy L'Hostis, Jacques Rohaut, Olivier Dufaure de Lajarte,
- 2012: Sylvie Du Plessis, Jean-Pierre Arcile, Young-Man Kwon
- 2015: François Legrand, Jacques Perrin